# Постановка (телесериал)
Постановка (англ. Staged) — британский телевизионный комедийный сериал, действие которого происходит во время пандемии COVID-19 в Соединенном Королевстве. В основном снимался с использованием технологии видеоконференции. Премьера сериала состоялась 10 июня 2020 года на BBC One. 22 октября 2020 года было объявлено о продлении на второй сезон, премьера которого состоялась 4 января 2021 года на том же канале, при этом все восемь серий сезона стали доступны на BBC iPlayer в тот же день. 24 ноября 2022 года на BritBox  вышел третий сезон.

## Сюжет
В первом сезоне Майкл Шин и Дэвид Теннант разыгрывают вымышленные версии самих себя, пытаясь с помощью видеоконференции отрепетировать пьесу Луиджи Пиранделло «Шесть персонажей в поисках автора» во время изоляции, в то время как неуверенный в себе режиссёр Саймон изо всех сил пытается сохранить контроль над производством.
Второй сезон следует за «настоящими» Майклом и Дэвидом после успеха первого сезона Staged. Саймон начинает работу над американским ремейком первого сезона, но Майкла и Дэвида не приглашают в сериал для повторения своих ролей.

## В ролях

### Основной состав
- Майкл Шин — в роли самого себя
- Дэвид Теннант — в роли самого себя
- Саймон Эванс — в роли самого себя, режиссер постановки, во втором сезоне автор/режиссер Staged
- Джорджия Теннант — в роли самой себя
- Анна Лундберг — в роли самой себя, жена Майкла
- Люси Итон — в роли самой себя, сестра Саймона

### Приглашенные звезды

#### Сезон 1
- Нина Сосанья — в роли Джо, спонсора постановки. Во 2 сезоне — в роли самой себя
- Ребекка Гейдж- в роли Джанин, помощницы Джо(голос)

#### Сезон 2
- Вупи Голдберг — в роли Мэри, агента Майкла и Дэвида
- Бен Шварц — в роли Тома, помощника Мэри

### Звезды в ролях самих себя

#### Cезон 1
- Сэмюэл Л. Джексон
- Эдриан Лестер
- Джуди Денч

#### Cезон 2
- Ромеш Ранганатхан
- Майкл Пейлин
- Саймон Пегг
- Ник Фрост
- Кристоф Вальц
- Юэн Макгрегор
- Хью Бонневилль
- Кен Джонг
- Джим Парсонс
- Джош Гэд
- Фиби Уоллер-Бридж
- Кейт Бланшетт

#### Cезон 3
- Нил Гейман
- Джим Бродбент
- Тай Теннант
- Оливия Колман

## Список эпизодов

### Сезон 1 (2020)
| № | Название                                                       | Режиссёр     | Автор сценария | Дата премьеры |
| - | -------------------------------------------------------------- | ------------ | -------------- | ------------- |
| 1 | «Cachu Hwch» «Кахи Хох»                                        | Саймон Эванс | Саймон Эванс   | 10 июня 2020  |
| 2 | «Up To No Good» «Хорошего не жди»                              | Саймон Эванс | Саймон Эванс   | 10 июня 2020  |
| 3 | «Who The F#!k is Michael Sheen?» «Кто такой,*****, Майкл Шин?» | Саймон Эванс | Саймон Эванс   | 17 июня 2020  |
| 4 | «Bara Brith» «Бара Брит»                                       | Саймон Эванс | Саймон Эванс   | 17 июня 2020  |
| 5 | «Ulysses» «Улисс»                                              | Саймон Эванс | Саймон Эванс   | 24 июня 2020  |
| 6 | «The Cookie Jar» «Банка для печенья»                           | Саймон Эванс | Саймон Эванс   | 24 июня 2020  |

### Сезон 2 (2021)
| № | Название                                                               | Режиссёр     | Автор сценария | Дата премьеры  |
| - | ---------------------------------------------------------------------- | ------------ | -------------- | -------------- |
| 1 | «Saddle Up Sheen» «Оседлайте Шина»                                     | Саймон Эванс | Саймон Эванс   | 4 января 2021  |
| 2 | «Long Time, No See» «Сколько лет, сколько зим»                         | Саймон Эванс | Саймон Эванс   | 5 января 2021  |
| 3 | «The Dirty Mochyns» «Грязные свиньи»                                   | Саймон Эванс | Саймон Эванс   | 11 января 2021 |
| 4 | «Woofty Doofty, David» «Ни фига себе, Дэвид»                           | Саймон Эванс | Саймон Эванс   | 12 января 2021 |
| 5 | «The Warthog and the Mongoose, Part 1» «Кабан и Мангуст, часть первая» | Саймон Эванс | Саймон Эванс   | 18 января 2021 |
| 6 | «The Warthog and the Mongoose, Part 2» «Кабан и Мангуст, часть вторая» | Саймон Эванс | Саймон Эванс   | 19 января 2021 |
| 7 | «The Loo Recluse» «Туалетный отшельник»                                | Саймон Эванс | Саймон Эванс   | 25 января 2021 |
| 8 | «Until They Get Home» «Пока они не вернутся домой»                     | Саймон Эванс | Саймон Эванс   | 26 января 2021 |

### Сезон 3 (2022 - 2023)
| № | Название                                 | Режиссёр     | Автор сценария | Дата премьеры  |
| - | ---------------------------------------- | ------------ | -------------- | -------------- |
| 1 | «Is There a Version?» «Есть версия?»     | Саймон Эванс | Саймон Эванс   | 24 ноября 2022 |
| 2 | «Who's Playing Who?» «Кто играет кого?»  | Саймон Эванс | Саймон Эванс   | 24 ноября 2022 |
| 3 | «Past» «Прошлое»                         | Саймон Эванс | Саймон Эванс   | 24 ноября 2022 |
| 4 | «Present» «Настоящее»                    | Саймон Эванс | Саймон Эванс   | 24 ноября 2022 |
| 5 | «Future» «Будущее»                       | Саймон Эванс | Саймон Эванс   | 24 ноября 2022 |
| 6 | «Knock, Knock» «Тук,тук»                 | Саймон Эванс | Саймон Эванс   | 24 ноября 2022 |
| 7 | «Staged unseen» «Постановка: невиданное» | Саймон Эванс | Саймон Эванс   | 14 июня 2023   |